# Festival Pablo Casals de Prades
Le Festival Pablo Casals de Prades est un festival créé par le violoncelliste et chef d’orchestre Pablo Casals en 1950 à Prades dans les Pyrénées-Orientales.

## Historique
Avant la Seconde Guerre mondiale, Prades devient le village d’adoption de Pablo Casals qui ne veut plus vivre en Espagne après la guerre civile de 1936-1939 gagnée par les franquistes, tout en demeurant en Catalogne ; dès lors, il refuse de se produire en public en signe de protestation.
À la suite de la Seconde Guerre mondiale et de cette longue période de silence, il est sollicité par tous les musicophiles du monde entier. On lui demande de rejouer en concert et notamment en 1950 pour le bicentenaire de la mort de Bach : devant son refus répété, ses amis, et particulièrement le violoniste, Alexander Schneider, lui proposent de venir jouer chez lui à Prades ; Pablo Casals accepte. S'y retrouvent les plus grands interprètes de son temps (Clara Haskil, Mieczysław Horszowski, Isaac Stern, Marcel Tabuteau, Joseph Szigeti, Rudolf Serkin, Paul Tortelier, etc.) qui en font un haut-lieu de ferveur musicale : ainsi naît le Festival de Prades qui se perpétue depuis cette date, en voyant se produire les plus grands interprètes de musique de chambre du monde. Pablo Casals y participera encore à l'âge de quatre-vingt-dix ans en dirigeant notamment son oratorio El Pessebre (La Crèche), œuvre écrite pendant la guerre sur un poème de son ami Joan Alavedra. 
Le Festival Bach de 1950 est un événement majeur de l'histoire de la musique classique et le premier de l'après-guerre. Il attire les interprètes les plus performants du monde, et les mélomanes les plus fervents, dans les conditions de confort très sommaires de la province française dans les années d'après-guerre. Les seize concerts sont donnés dans l'église Saint-Pierre de Prades et le concert de clôture dans les ruines de l'abbaye de Saint-Michel-de-Cuxa, avant sa rénovation, sous la direction de Pablo Casals, 74 ans. (Sources: Henri Gourdin, Pablo Casals, l'indomptable, Les éditions de Paris, 2013 et Henri Gourdin, Le Festival Bach, Nuvis, 2024)
Le Festival se déroule, entre autres lieux, dans un des joyaux de la Catalogne romane, l'abbaye de Saint Michel de Cuxa, au pied du Canigou
En 1970, sur la suggestion du violoniste Fred Muccioli et du clarinettiste Michel Lethiec a été créée l’Académie de musique de Prades, dirigée par la violoniste Françoise Lethiec, accueillant chaque été de jeunes musiciens et dispensant des classes de maître d’instruments et de musique de chambre.
En 1982 la direction artistique du festival a été confiée à Michel Lethiec. 
En 1995 est né un rendez-vous annuel à Paris : « Prades aux Champs-Élysées », également reproduit à l'étranger (États-Unis, Chine, Corée, Brésil, Israël...)
Une collaboration a été établie avec Porto Rico et El Vendrell, où se déroulent également deux festivals en hommage au Maître catalan.
Puis en 2020, le violoniste et chef d’orchestre Pierre Bleuse prend la tête de la direction artistique du festival.

## Le concours
En 2005 a été créé le « Concours international de composition du Festival Pablo Casals de Prades » dont le premier lauréat a été le compositeur allemand Thorsten Encke pour son String Quartet.
 
La 2e édition a eu lieu le 14 avril 2007 et le prix, doté d'une récompense de 15 000 euros, a été remis à Hee Yun Kim.
Ont été récompensés ensuite :
- en 2009, Daniele Gasparini, pour son quintette Quando il vento sognava
- en 2011, David Philip Hefti, pour son quatuor Interaktionen
- en 2013, Sae Ahm Kim, pour son quintette Danse macabre
- en 2015, Filippo Zapponi, pour son trio Naper
- en 2017, Sang In Lee, pour son sextuor La petite phrase de Vinteuil
- en 2019, Marc Migo Cortes, pour son trio pour clarinette, violoncelle et piano.

Imposant des œuvres écrites spécialement à son intention, ce concours est à l'origine de l'écriture de plus de 500 œuvres.

Le jury, composé d'interprètes et de compositeurs, y a accueilli, parmi ces derniers, Marc-André Dalbavie, Cristobal Halffter, Tomás Marco, Vladimir Mendelssohn, Toshio Hosokawa, Krzysztof Penderecki, Kaija Saariaho, Jörg Widmann.
La dernière édition du concours a eu lieu en 2019.